# Gregor Židan
Gregor "Grega" Židan (Ljubljana, 5. listopada 1965.), bivši je hrvatski i slovenski nogometni reprezentativac.

## Igračka karijera

### Klupska karijera
Igrao je u veznom redu i obrani. Gregor Židan rođen je u Ljubljani 5. listopada 1965. godine. Igračku karijeru započeo je u Olimpiji iz rodne Ljubljane u kojoj je 1984. godine debitirao za prvu momčad. Iz rodnog grada 1990. godine dolazi u Zagreb u NK Dinamo za koji igra do 1992. godine. U Maksimiru je proveo dvije godine i odigrao 139 utakmica, od toga 48 prvenstvenih. Zabio je 2 pogotka, a jedan je posebno značajan. U utakmici koju je Dinamo igrao s tadašnjim prvakom Europe, beogradskom Crvenom zvezdom koja je već u prvom poluvremenu vodila 2:0. Dinamo je uspio izjednačiti na 2:2, a Židan je u zadnjoj minuti zabio za konačnih 3:2. Bilo je to 18. svibnja 1991. godine. Nakon dvogodišnjeg boravka u Hrvatskoj 1992. godine Gregor Židan vraća se u Sloveniju i pristupa momčadi NK Maribora za koju igra do završetka karijere 2003. godine.

### Reprezentativna karijera

#### Hrvatska
Za hrvatsku reprezentaciju igrao je 17. listopada 1990. godine u Zagrebu u prvoj povijesnoj prijateljskoj utakmici hrvatske nogometne reprezentacije od uspostave neovisnosti protiv reprezentacije SAD-a, u kojoj je Hrvatska pobijedila 2:1. 

#### Slovenija
Odigrao je 19 utakmica od 1992. do 1996. godine za reprezentaciju matične države Slovenije. 

## Zanimljivosti
Židan je uz Alfreda Di Stéfana jedan od rijetkih nogometaša koji je igrao za tri nacionalne reprezentacije. Jednu, iako neslužbenu, utakmicu igrao je za jugoslavensku reprezentaciju, zatim jednu za hrvatsku i na kraju 19 utakmica za slovensku repreznetaciju. A zanimljivo je i da je sa slovenskom reprezentacijom igrao protiv Hrvatske 26. travnja 1995. u kvalifikacijskoj utakmici za Europsko prvenstvo.

## Vanjske poveznice
- Profil, Hrvatski nogometni savez
- Statistika na hrnogomet.com